# Gagrella transversalis
Gagrella transversalis is een hooiwagen uit de familie Sclerosomatidae.